# فتق فخذي
ينتج الفَتْق عن بروز عضو من خلال ضعف في الجدار الحاوي له. قد يكون هذا الضَّعف موروثًا، كما في حالة الفتق الإربي، والفتق الفخذي والفتق السري. ومن ناحية أخرى، قد يكون الضعف ناجمًا عن شق جراحي خلال عضلات البطن أو جدار الصدر. ويُسمَّى في هذه الحالة الفتق الجراحي.
يحدث الفَتْقُ الفَخِذِيّ (بالإنجليزية: Femoral hernia)‏ تحت الرباط الإربي عندما تخرج محتويات البطن من خلال ضعف طبيعي يُسمَّى القناة الفخذية. الفتق الفخذي هو نوع غير شائع نسبيًا، ممثلًا 3% فقط من جميع أنواع الفتق. يمكن حدوث الفتق الفخذي في كلٍ من الذكور والإناث، إلا أنه شائع أكثر في النساء بسبب اتساع عظام الحوض. وهو أكثر شيوعًا أيضًا في البالغين عن الأطفال. إذ من المرجح أن يترافق الفتق الفخذي في الأطفال مع اضطرابات النسيج الضام أو الأمراض التي تزيد الضغط داخل البطن. تحدث سبعون في المائة من حالات الفتق الفخذي في الأطفال في الرضع تحت عمر سنة واحدة.
يكون الفتق الفخذي قابلًا للاختزال عندما يمكن دفع فتق الفخذ مرة أخرى إلى البطن، إما بشكل عفوي أو بالتدخل اليدوي، ولكن على الأرجح، بشكل عفوي. هذا هو النوع الأكثر شيوعًا من الفتق الفخذي وعادة ما يكون غيرَ مؤلم.
يكون الفتق الفخذي غيرَ قابلٍ للاختزال عندما يصبح فتق الفخذ عالقًا في القناة الفخذية. ويمكن أن يسبب هذا الألم والشعور المرض.
يحدث انسداد الفتق الفخذي عندما يصبح جزء من الأمعاء متشابكًا عبر الفتق، مما يتسبب في انسداد الأمعاء. وقد يكبر الانسداد ويصبح الفتق مؤلمًا على نحو متزايد. وقد يؤدي إلى التقيؤ أيضًا.
يحدث اختناق الفتق الفخذي عندما يقوم الفتق بإعاقة إمداد الدم إلى جزء من الأمعاء، فتفقد حلقة الأمعاء إمدادها الدموي. يمكن أن يحدث الاختناق في جميع أنواع الفتق، ولكنه أكثر شيوعًا في الفتق الفخذي والفتق الإربي بسبب ضيق فتحات الفتق فيهما. ويمكن أن تكون الحالة مصحوبة بغثيان، وقيء، وألم شديد في البطن، فهي حالة طبية طارئة. يمكن أن يؤدي اختناق الأمعاء إلى نخر (موت الأنسجة) تليها الغرغرينا (تسوس الأنسجة). وهي حالة تهدد الحياة وتتطلب جراحة فورية.
قد يكون فتق الفخذ إما قابلًا للاختزال أو غيرَ قابلٍ للاختزال ويمكن أن يصبح أيهما مسدودًا أو مختنقًا.
يُستخدم مصطلح الفتق الفخذي السجين أحيانًا، ولكن قد يكون لهُ معان مختلفة بالنسبة لمختلف المؤلفين والأطباء. على سبيل المثال: «في بعض الأحيان يمكن أن يعلق الفتق في القناة ويسمى الفتق الفخذي غير القابل للاختزال أو السجين.» 
يُستخدم مصطلح "سجين" أحيانًا لوصف الفتق غير القابل للاختزال ولكن ليس الاختناق، "الفتق السجين": هو فتق لا يمكن إرجاعه داخل البطن، قد يؤدي إلى انسداد الأمعاء ولكن لا يرتبط مع تدهور الأوعية الدموية."

## التشريح
تقع القناة الفخذية أسفل الرباط الأربي على الجانب الوحشي من الحديبة العانية. يحدها من الأمام الرباط الأربي، ومن الخلف الرباط البكتيني، ومن الناحية الأنسية الرباط الجوبي، ومن الناحية الوحشية الوريد الفخذي. وعادةً ما يحتوي على عدد قليل من اللمفاويات، ونسيج هالي رخو وأحيانًا عقدة ليمفاوية تُسمَّى عقدة كلوكيه. وظيفة هذه القناة هي السماح للوريد الفخذي بالتوسع عند الضرورة لاستيعاب زيادة الصرف الوريدي من الساق خلال فترات النشاط.

## التصنيف

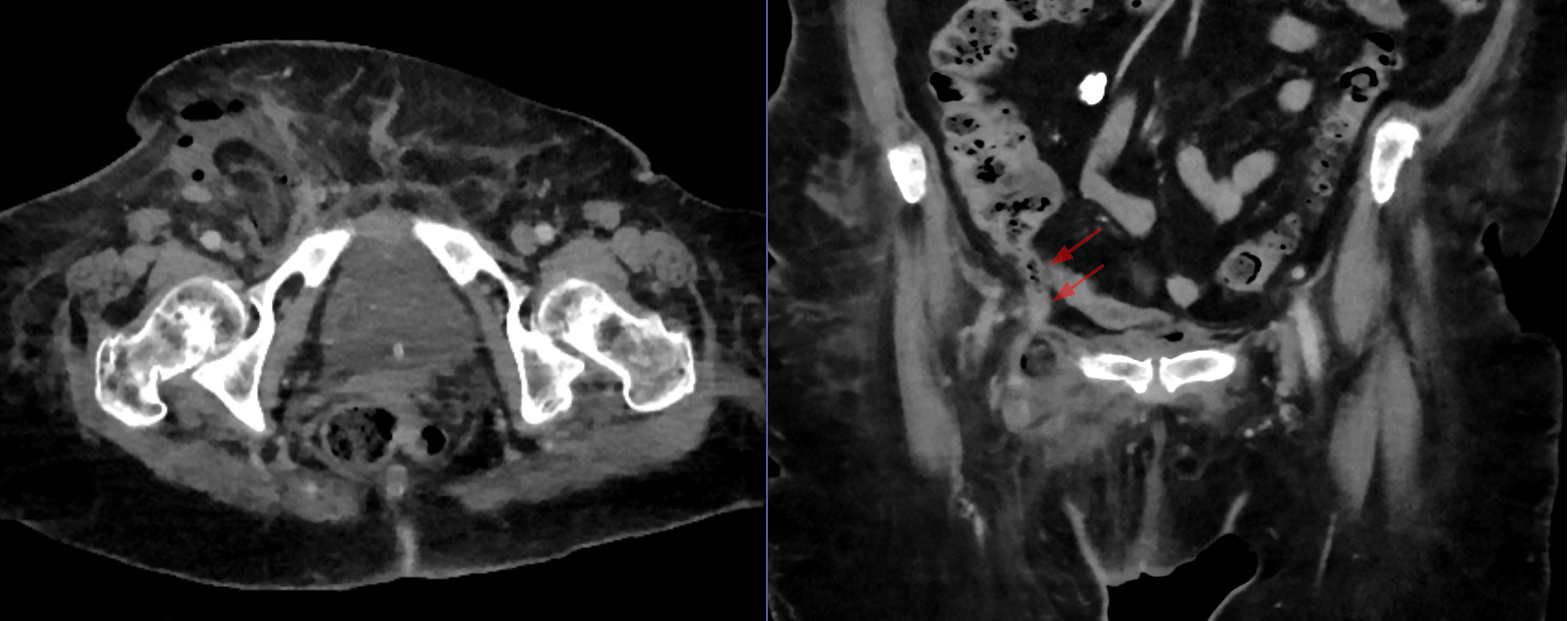
أشعة مقطعية تُظهِر فتق غارنجيوت مع التهاب الزائدة الدودية.

وُصِفت العديد من الأنواع الفرعية للفتق الفخذي.
| فتق خلف وعائي (فتق ناراث)                  | يخرج كيس الفتق من البطن إلى غمد الفخذ ولكنه يقع خلف الوريد الفخذي والشريان الفخذي. |
| فتق سيرافيني                               | يظهر كيس الفتق خلف الأوعية الفخذية (E).                                            |
| فتق فيلبو                                  | يقع كيس الفتق أمام الأوعية الدموية الفخذية في الفخذ (B).                           |
| فتق الفخذ الخارجي من هيسلباخ وكلوكيه       | يقع عنق الفتق على الناحية الوحشية للأوعية الفخذية ((A) و (F)).                     |
| فتق عظمي فخذي عبر الرباط البكتيني من لوجير | يمر كيس الفتق عبر الرباط الجوبي لكوبر (D).                                         |
| فتق كاليسن أو فتق كلوكيه                   | ينزل كيس الفتق عميقًا إلى الأوعية الفخذية من خلال اللفافة البكتينية (F).            |
| فتق غارنجيوت                               | عندما تُحاصر الزائدة الدودية داخل كيس الفتق.                                        |

## العلامات والأعراض
عادةً ما يظهر الفتق عندما يقف الشخص منتصبًا ككتلة في الفخذ أو كانتفاخ، والتي قد تختلف في الحجم خلال اليوم، على أساس اختلافات الضغط الداخلي في الأمعاء. ويكون الانتفاخ أو الكتلة عادةً أصغر أو قد لا يكون مرئيًا في وضعية الاستلقاء.
قد يكون الفتق أو لا يكون مصحوبًا بألم. في كثير من الأحيان، تكون الأعراض درجات متفاوتة من المضاعفات التي تتراوح بين عدم القدرة على التحمل نتيجة انسداد الأمعاء إلى غرغرينا للأمعاء المتضمنة. معدل حدوث الخنق في الفتق الفخذي مرتفع. وغالبًا ما يكون الفتق الفخذي هو سبب انسداد الأمعاء الدقيقة غير المبرر.
قد تكون العلامة الواضحة هي كتلة في الفخذ. غالبًا ما لايحدث البروز مع السعال عند الفحص ولا ينبغي الاعتماد عليه فقط عند تشخيص فتق الفخذ. تكون الكتلة كروية بدلًا من الشكل الكمثري في الفتق الإربي. ويقع الجزء الأكبر من فتق الفخذ تحت خط وهمي يُرسَم بين الشوكة الحرقفية الأمامية العلوية وحديبة العانة (التي تمثل أساسًا الرباط الأربي) في حين أن الفتق الإربي يبدأ فوق هذا الخط. ومع ذلك، فإنه من المستحيل في كثير من الأحيان التمييز بين الاثنين قبل الجراحة.

## التشخيص
يكون التشخيص سريريًا إلى حدٍ كبير، عادة ًما يتم عن طريق الفحص البدني للفخذ. ولكن في المرضى الذين يعانون من السمنة المفرطة، قد يساعد في التشخيص التصوير بالموجات فوق الصوتية، أو التصوير بالرنين المغناطيسي. إذا أظهرت الأشعة السينية على البطن انسداد الأمعاء الدقيقة في مريضة أنثى مع وجود كتلة مؤلمة في الفخذ فيكون تشخيص الفتق الفخذي مؤكدًا ولا حاجة للمزيد من الفحوصات.
هناك العديد من الحالات الأخرى لها عَرَض مماثل ويجب التأكد منها عند التشخيص: الفتق الإربي، عقدة ليمفاوية أربية كبيرة، تمدد الجدار في الشريان الفخذي، توسع الأوردة الصافنية، وخراج العضلة القطنية.

## العلاج
عادةً ما يحتاج الفتق الفخذي، مثل معظم أنواع الفتق الأخرى، إلى التدخل الجراحي. وينبغي أن يتم ذلك على النحو الأمثل كإجراء انتخابي (غير طارئ). ومع ذلك، بسبب ارتفاع معدل حدوث المضاعفات، غالبًا ما يحتاج الفتق الفخذي إلى جراحة طارئة.

### الجراحة
يختار بعض الجراحين إجراء «ثقب المفتاح» أو الجراحة بالمنظار (وتسمى أيضا الجراحة الجائرة) بدلًا من الجراحة التقليدية «المفتوحة». يتم عمل واحد أو أكثر من الشقوق الصغيرة التي تسمح للجراح باستخدام الكاميرا الجراحية وأدوات صغيرة لإصلاح الفتق.
يمكن إجراء الجراحة المفتوحة أو الجائرة البسيطة تحت التخدير العام أو الموضعي، اعتمادًا على مدى التدخل المطلوب. وقد وصفت ثلاثة نُهُج للجراحة المفتوحة.
- نهج لوكوود تحت الرباط الأربي
- نهج لوثيسن عبر الرباط الأربي
- نهج ماكيفيدي العالي

النهج تحت الرباط الأربي هو الأسلوب المفضل للإصلاح غير الطارئ. وينطوي على التشريح من خلال القناة الأربية ويحمل خطر إضعاف القناة الأربية. بينما يُفضَّل نهج مكفيدي في حالة الطوارئ عندما يشتبه في الخنق. وهذا يسمح بأفضل وصول ورؤية للأمعاء للاستئصال. وفي أي نهج، ينبغي توخي الحذر لتجنب إصابة المثانة البولية التي غالبًا ما تكون جزءا من الناحية الإنسية لكيس الفتق.
يكون الإصلاح إما عن طريق خياطة الرباط الأربي إلى الرباط البكتيني باستخدام خيوط قوية غير قابلة للامتصاص أو عن طريق وضع شبكة في حلقة الفخذ. ومع أي تقنية ينبغي الحرص لتجنب أي ضغط على الوريد الفخذي.

### نتائج ما بعد الجراحة
يتحسن المرضى الذين يخضعون للإصلاح الجراحي الاختياري بشكل جيد جدًا، وربما يمكنهم العودة إلى ديارهم في نفس اليوم. بينما يحمل إصلاح حالات الطوارئ معدل اعتلال ووفيات أكبر وهذا يتناسب طرديًا مع درجة تدلِّي الأمعاء.

## الانتشار
الفتق الفخذي أكثر شيوعًا في الإناث متكررة الولادات إذ تنتج من ارتفاع الضغط داخل البطن الذي يوسع الوريد الفخذي والذي بدوره يمد حلقة الفخذ. يسبب مثل هذا الضغط المستمر انزلاق الدهون أمام الصفاق في حلقة الفخذ وتكوين كيس الفخذ البريتوني نتيجةً لذلك.

## وصلات خارجية
- Surgery Encyclopaedia